# Gabriele Strehle
Gabriele Strehle, geb. Hecke, (* 11. März 1951 in  Memmingen) ist eine deutsche Modeschöpferin und war von 1975 bis 2012 Kreativdirektorin der Marke Strenesse.

## Leben
(Quelle:)

Gabriele Strehle wurde als Tochter eines Molkerei-Pächters und einer Kindergärtnerin geboren. Zu ihren frühen Lieblingsbeschäftigungen gehörte das Nähen von Puppenkleidern. Nach einer Lehre als Maßschneiderin in Memmingen ging sie an die Deutsche Meisterschule für Mode in München. 1973 begann sie ihre Tätigkeit bei der Mantelfirma Strehle in Nördlingen. Bereits zwei Jahre später übernahm sie dort die kreative Leitung. Die Kollektion der seit 1969 bestehenden Damenoberbekleidung-Marke Strenesse wurde von ihr ab 1975 bis 2012 entwickelt. 1985 heiratete sie den Inhaber und Geschäftsführer Gerd Strehle.
Ab 1995 präsentierte sie ihre Kollektionen auf den Modeschauen in Mailand, seit 1998 unter dem Markennamen Strenesse Gabriele Strehle. 2001 schuf Gabriele Strehle ein aktuelleres Design für die Uniformen der Crew der Deutschen Lufthansa. Ein Jahr später stellte sie zum ersten Mal ihre Männerkollektion für Strenesse vor. Im September 2005 wechselte sie mit ihren Kollektionen zur New York Fashion Week. Seit der Fußball-Weltmeisterschaft 2006 kleidet sie die deutsche Fußballnationalmannschaft mit Anzügen außerhalb des Spielfelds ein. Strehles Stil gilt als „eher kantig als fließend“, Muster setze sie dezent ein und Farbe eher, um Schwarz oder Grautöne zu betonen. Als „gradlinig und schnörkellos“ bezeichnet sie selbst ihre Mode. Die Form solle immer eine Funktion haben.
Strehle hat mit ihrem Ehemann eine Tochter (Clara Maria Franziska Strehle (* 1990)) und wohnte mit ihm an den Wochenenden in einem von dem Pariser Architekten Christian Liaigre umgebauten Bauernhaus am Tegernsee. Nach der Trennung von ihrem Ehemann kündigte sie im September 2012 ihr Ausscheiden aus dem Unternehmen Strenesse zum Ende des Jahres 2012 an. 2017 startete sie erneut mit einer Kapselkollektion unter ihrem Namen für ausgewählte Einzelkunden, die ein breites Presseecho fand. Sie lebt heute in München-Schwabing, wo sie bereits früher einen Pied-à-terre hatte.
Als wirtschaftliches Vorbild nannte sie den Ökonomen und ökologischen Vordenker Ernst Friedrich Schumacher.

## Auszeichnungen
- 1996: wurde sie in Heidelberg mit dem „Mode-Forum-Preis“ der Textilwirtschaft ausgezeichnet.
- 1997: Verdienstorden des Bayerischen Wirtschaftsministeriums
- 1998: Bundesverdienstkreuz
- 2002: Bambi
- 2007: Bayerischer Verdienstorden
- 2010: Bayerische Verfassungsmedaille in Silber

## Film
- Gabriele Strehle. Niemals goldene Knöpfe. Dokumentation, Deutschland, 2007, 44 Min., Regie: Armin Toerkell, Mica Stobwasser, Produktion: BR, Inhaltsangabe von arte